# Jędrzej Śniadecki
Jędrzej Śniadecki (Żnin, 30. studenog 1768. − Vilnius, 12. svibnja 1838.) bio je poljski književnik, liječnik, kemičar i biolog. Njegovim postignućima pripada i stvaranje modernog poljskog nazivlja na području kemije.

## Životopis
Śniadecki se rodio u Żninu u Poljsko-litavskoj uniji. Nakon završetka studija, izabran je za prvog profesora medicine i kemije na "Glavnoj školi" Velikog Vojvodstva Litve, koja je 1803. godine preimenovana u Carsko sveučilište u Vilniusu (danas Sveučilište u Vilniusu). Jedan od njegovih studenata bio je i Ignacy Domeyko, čileanski geolog, mineralog i nastavnik. Śniadecki je bio i jedan od glavnih organizarora te upravitelj nedugo osnovane Medicinsko-kirurške akademije u Vilniusu. Od 1806. do 1836., upravljao je lokalnim Medicinsko-znanstevnim društvom, jednim od najznačajnijih znanstevnih društava u regiji.
Śniadeckijeva najvažnija knjiga je Początki chemii (Počeci kemije), prva knjiga o kemiji na poljskome jeziku, napisana za Komisiju narodnog obrazovanja. Knjiga je smatrana najboljom poljskom znanstvenom knjigom toga doba te je na poljskim sveučilištima korištena i do 1930-ih godina. Śniadecki je poznat i kao autor manje značajnih djela, suonivač Towarzystwo Szubrawców te urednik njihovog satiričnog tjednika Wiadomości Brukowe. Pisao je i za Wiadomości Wileńskie (Vijesti Vilniusa), najveće i najprestižnije dnevne novine u Vilniusu.
Śniadecki je možda prvi otkrio rutenij 1807. godine, 37 godina prije Karla Clausa.
Śniadecki je bio brat Jana Śniadeckog i otac Ludwike Śniadecke. Preminuo je u Vilniusu 1838. godine te je pokopan na groblju Rossa.